# Immunoglobuline M
Pour les articles homonymes, voir IGM.

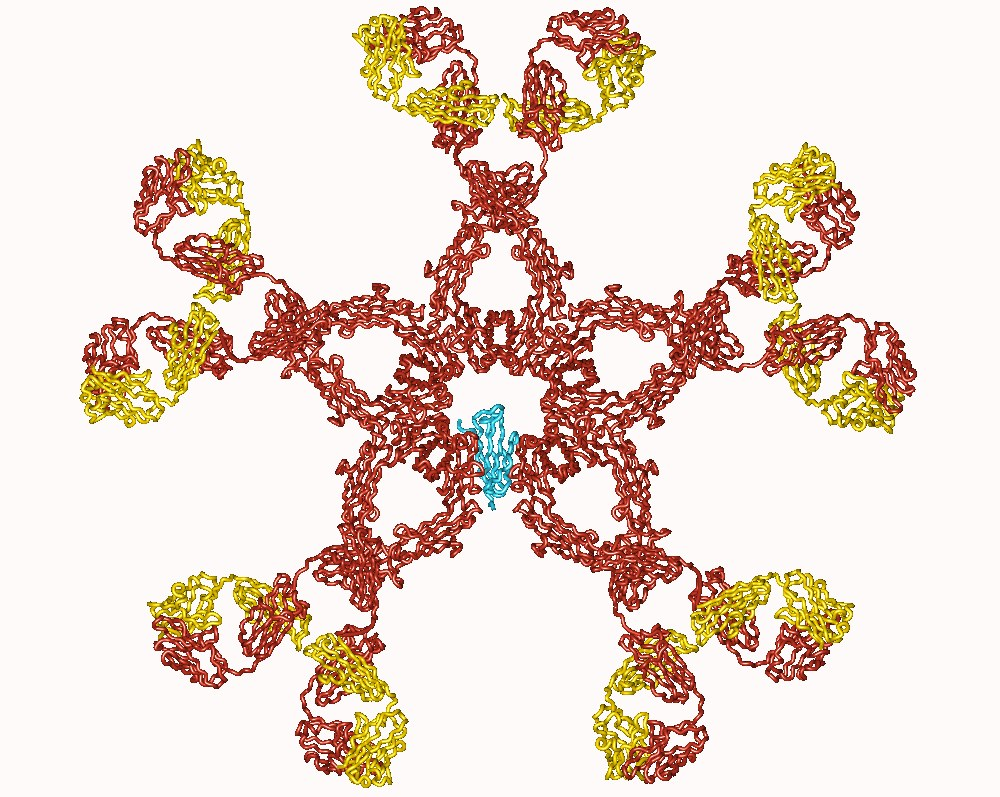
Forme pentamérique de l’immunoglobuline soluble de type M

Les immunoglobulines M (IgM) sont une classe d’anticorps. Elles représentent environ 10 % des immunoglobulines d'un immunosérum. Elles sont synthétisées dans le ganglion lymphatique. C'est une immunoglobuline de l'immunité adaptative. Ce sont les premières immunoglobulines lors d'une infection. Elle est non spécifique d'un micro-organisme (comme la toxoplasmose) car la sécrétion ne  nécessite pas l'intervention d'un lymphocyte T auxiliaire.
Il existe deux formes structurales pour l'IgM : 
- L'IgM sécrétée : Elles ont une masse moléculaire de près de 1000 kDa. Elles sont constituées de chaînes lourdes µ. L'IgM sécrétée se lie à 4 autres IgM semblables (ce qui donne une structure pentamérique) grâce à la chaîne J. La valence des IgM sécrétées est de 5 (et non pas 10 comme le voudrait la théorie - ceci à cause de l'encombrement stérique). Elles sont sécrétées par les lymphocytes B sans intervention des lymphocytes T[1],[2].
- L'IgM membranaire : il s’agit d’anticorps avec une structure monomérique servant de récepteur antigéniques des lymphocytes B immatures. L'IgM est monomérique et est ancrée dans la membrane du lymphocyte B immature.

Les IgM sont thermolabiles (à 70 °C) et sont détruits par le 2-mercaptoéthanol.
Ces propriétés ont des implications cliniques, et des applications au laboratoire.

## Fonction
Cette classe d’anticorps est la première décelable lors de la réponse immunitaire sérique car sa production ne nécessite pas d'expansion clonale. Elle a une durée de vie très courte. Les IgM ne passent pas la barrière placentaire pour aller de la mère à l'enfant durant la gestation.